# Emerson, Lake & Palmer
Emerson, Lake & Palmer (Емерсон, Лейк і Палмер, скорочено ELP) — британський рок-гурт напрямку прогресивний рок, утворений 1969 року, названий за прізвищами трьох її учасників: Кіта Емерсона (клавішні), Грега Лейка (вокал, бас-гітара) і Карла Палмера (ударні). Гурт став символом комерційного успіху, зберігаючи водночас високий музичний і виконавський рівень. Музиканти регулярно збирали багатотисячну аудиторію на концертах, що організовувалися з величезним технічним розмахом. ELP вважається одним із перших «супергуртів», оскільки всі три його учасники стали популярними ще до створення гурту.
У музиці ELP домінують клавішні (акустичне фортепіано, органи, синтезатори), які доповнюються агресивними партіями бас-гітари і ударних. Для музикантів характерна надзвичайно висока технічна майстерність, віртуозні соло і екстравагантна поведінка на сцені. Значне місце у творчому доробку гурту займають обробки композиторів-класиків, серед яких рок-версії «картинок з виставки» Мусоргського та «Ромео і Джульєти» Прокоф'єва (фрагмент).

## Історія
Кіт Емерсон розпочинав свою кар’єру у гурті Nice. У квітні 1970 року його партнером став Ґреґ Лейк, який на той час покинув King Crimson. Після численних сейшенів у червні до двох музикантів приєднався ударник Карл Палмер, який раніше грав у Atomic Rooster. Перший офіційний виступ тріо відбувся 29 серпня 1970 року на Isle of Wight Festival.
Найпліднішим періодом для гурту були перші чотири роки. У листопаді 1970 року виходить перший альбом Emerson, Lake & Palmer. Він відразу робить музикантів провідними представниками прогресивного року. Характерне поєднання класики (від обробок класичних творів до використання численних цитат і написання власних композицій, що базуються на класичних канонах) з роком стає відтепер візитною карткою ELP. Альбом містить Lucky Man — це невибаглива і мила балада, написана Лейком. У червні 1971 року виходить другий альбом гурту Tarkus — концептуальний твір, у якому описується «зворотна еволюція». Сюжет альбому базується на битві між міфічним чудиськом Мантікорою і механізованим броненосцем. Для альбому характерне вироблене зріле звучання, яке зберігатиметься впродовж наступних років. Tarkus стає одним з найуспішніших альбомів гурту, зайнявши 1-е місце у британському хіт-параді. Журнал Melody Maker назвав його «платівкою року».
У листопаді 1971 року ELP випускають третій альбом — Pictures at an Exhibition. Ця вільна рок-інтерпретація циклу фортепіанних мініатюр Мусорґського була записана під час концерту, який відбувся у березні цього ж року в Ньюкаслі. Альбом є революційним за формою і за змістом — він записаний від початку до кінця на живо і є першою адаптацією класики такого масштабу в рок-музиці. Наступний альбом Trilogy виходить у липні 1972 року. Він є, мабуть, одним з найбільш «врівноважених» творів гурту. Його музика, порівняно з попередніми і наступними альбомами, є менш агресивною, водночас звучання тріо є надзвичайно зрілим. У грудні 1973 року виходить Brain Salad Surgery — на думку багатьох музикознавців, найкращий і найвідоміший студійний альбом гурту. Частину текстів до пісень цього альбому написав Пітер Сінфілд (Peter Sinfield), один з концептуальних творців гурту King Crimson і автор текстів чотирьох перших альбомів останнього.
Після випуску цього альбому гурт припиняє студійну роботу. У серпні 1974 року виходить потрійний альбом Welcome Back My Friends to the Show That Never Ends. На ньому записано матеріал двох всесвітніх концертних турне ELP — Get Me A Ladder та Brain Salad Surgery (1973/1974). Гігантоманія під час організації сценічних шоу призвела до значних фінансових збитків. Протягом наступних чотирьох років гурт відмовляється від концертної діяльності.
Музиканти зосереджуються на сольних проєктах. Найбільшого успіху добивається Лейк із синглом I Believe in Father Christmas (1975), займаючи друге місце у різдвяному хіт-параді. Сольні роботи учасників гурту складають основу подвійного альбому Works, Vol. 1, який вийшов у березні 1977 року. Кожен музикант отримав одну сторону платівки, лише остання сторона другої платівки містить музику тріо. Хоча альбом був успішним з комерційної точки зору, він засвідчив різні концепції трьох музикантів. Двома наступними альбомами — компіляцією мало відомих пісень Works, Vol. 2 (листопад, 1977) і Love Beach (листопад, 1978) ELP лише виконав зобов'язання перед фірмою звукозапису. Після цього група фактично розпалася.
Карл Палмер створив спочатку гурт PM, який грав у стилі важкого року, однак цей проєкт був короткотривалим. У 1980 році він приєднався до гурту Asia, у якому наприкінці 1983 року протягом декількох місяців грав і Ґреґ Лейк. Тим часом Кіт Емерсон пише музику для фільмів і телебачення. У 1985 році Емерсон і Лейк роблять спробу відновити гурт, однак Палмер не виявляє зацікавлення, і на його місце запрошують орієнтованого на хард-рок ударника Козі Павелла (Cozy Powell), який до цього грав, зокрема, у гуртах Black Sabbath, Rainbow та Whitesnake. У 1986 році виходить альбом Emerson, Lake & Powell, який витриманий радше у традиціях хард-року. Після цього музиканти знову розходяться. Ще одна спроба об’єднатися у 1987 році провалюється після невдалих репетицій з Палмером. Після конфлікту між Лейком і Емерсоном останній разом з Палмером і Робертом Беррі (Robert Berry), екс-басистом гурту Hush, створюють невдалий гурт 3, який розпадається після провалу єдиного альбому To The Power Of Three (1987).
Музиканти знову об’єднуються у 1992 році і випускають альбом Black Moon, витриманий у стилі неопрогресивного року. Водночас гурт знову розпочинає концертну діяльність. Останнім студійним альбомом ELP став In the Hot Seat (1994), який не виправдав сподівань музикантів і публіки. Останні турне гурту відбулися впродовж 1996-1998 років.
У квітні-травні 2010 року Емерсон та Лейк проводять акустичний тур Північною Америкою. На двох останніх концертах туру до них приєднується флейтист Йєн Макдональд (Ian McDonald), учасник першого складу King Crimson.
25 липня 2010 Емерсон, Лейк і Палмер востаннє об'єднуються для єдиного виступу як хедлайнери на High Voltage Festival у Лондоні. Виступ присвячений сороковій річниці створення гурту. У 2011-му році виходить повна аудіо версія виступу на двох CD та відео на DVD та Blu-ray ... Welcome Back My Friends. 40th Anniversary Reunion Concert. High Voltage Festival.
Кіт Емерсон помер 11 березня 2016 року від вогнепального поранення у голову, що було офіційно визнано самогубством на підставі депресії.
Грег Лейк помер від раку 7 грудня 2016 року.

## Цікаві факти
- Емерсон і Лейк хотіли створити гурт, у якому були б клавішні, бас-гітара і ударні — гуртів у такому складі на той час ще не було
- Спочатку не вдавалося знайти ударника; Емерсон і Лейк пропонували приєднатися до гурту Мітчу Мітчелу з Jimi Hendrix Experience, однак той не виявив інтересу до проєкту
- Джимі Хендрікс, який був втомлений роботою зі своїм гуртом і хотів спробувати щось нове, розглядав можливість приєднатися до гурту, музиканти планували навіть спільний сейшн. У британських медіа спекулювали, що новий супер-гурт міг би називатися Hendrix, Emerson, Lake & Palmer або HELP, однак Хендрікс помер незабаром після Isle of Wight Festival

## Дискографія

### Студійні альбоми
- Emerson, Lake & Palmer (альбом) (1970)
- Tarkus (1971)
- Trilogy (1972)
- Brain Salad Surgery (1973)
- Works, Vol. 1 (1977)
- Works, Vol. 2 (1977)
- Love Beach (1978)
- Black Moon (1992)
- In the Hot Seat (1994)

### Живі альбоми
- Pictures at an Exhibition (1971)
- Welcome Back My Friends to the Show That Never Ends... Ladies and Gentlemen (1974)
- Emerson, Lake and Palmer in Concert (1979)
- Live at the Royal Albert Hall (1993)
- Live at the Isle of Wight Festival 1970 (1997)
- Live in Poland (1997)
- Then and Now (1998)
- A Time and a Place (2010)
- High Voltage (2010)
- Live at Nassau Coliseum '78 (2011)
- Live at the Mar Y Sol Festival '72 (2011)
- Live in California 1974 (2012)
- Live in Montreal 1977 (2013)

### Збірки
- The Best of Emerson, Lake & Palmer (1980)
- The Atlantic Years (1992)
- The Return of the Manticore (1993)
- The Best of Emerson, Lake & Palmer (1994)
- Classic Rock Featuring "Lucky Man" (1994)
- King Biscuit Flower Hour: Greatest Hits Live (1997)
- The Very Best of Emerson, Lake & Palmer (2000)
- Emerson Lake & Palmer Extended Versions: The Encore Collection (Live Recordings) (2000)
- Fanfare for the Common Man – The Anthology (2001)
- Reworks: Brain Salad Perjury (2003)
- The Ultimate Collection (2004)
- The Essential Emerson, Lake & Palmer (2007)
- From the Beginning (2007)
- Gold Edition (2007)

### Відео / DVD
- Pictures At An Exhibition (VHS & DVD) (1986)
- The Manticore Special (VHS) (2003)
- Works Orchestral Tour (VHS) (2003)
- Live at the Royal Albert Hall (DVD) (2003)
- Welcome Back .... (DVD) (2003)
- Masters From The Vaults (DVD) (2004)
- Live At Montreux 1997 (DVD) (2004)
- Beyond The Beginning (DVD) (2005)
- Pictures At An Exhibition — 35th Anniversary Special Edition (DVD) (2005)
- The Manticore Special; Works Orchestral Tour (DVD) (2005)